# Regioni forensi dell'arcidiocesi di Milano
Le regioni forensi erano un'antica suddivisione del territorio forense dell'arcidiocesi di Milano.

## Storia
Tra il 1580 circa e il 1971, mentre il territorio comunale di Milano era suddiviso in Porte cittadine, il territorio foraneo dell'arcidiocesi di Milano era suddiviso in 6 regioni forensi che raggruppavano i vicariati foranei o le Pievi.
Furono istituite da San Carlo Borromeo e trasformate e ridefinite in zone pastorali dall'arcivescovo Giovanni Colombo.

## Suddivisione del territorio

### Regione forense I
Inizialmente la regione forense I si estendeva sul territorio delle pievi di:
- Abbiategrasso
- Arsago
- Casorate Primo
- Cesano Boscone
- Corbetta
- Gallarate
- Lacchiarella
- Mezzana
- Parabiago
- Rho
- Rosate
- Somma Lombardo.

In seguito comprese i vicariati foranei di:
- Abbiategrasso
- Arsago
- Casorate Primo
- Cesano Boscone
- Corbetta
- Magenta
- Gallarate
- Lacchiarella
- Mezzana
- Parabiago
- Legnano
- Rho
- Rosate
- Somma Lombardo.[1]

### Regione forense II
Inizialmente la regione forense II si estendeva sul territorio delle pievi di:
- Angera
- Besozzo
- Leggiuno
- Luino
- Porlezza
- San Mamete
- Valtravaglia.

In seguito comprese i vicariati foranei di:
- Angera
- Sesto Calende
- Besozzo
- Gavirate
- Porlezza
- San Mamete
- Campione d'Italia (in luogo)
- Bedero Valtravaglia
- Luino.[2]

### Regione forense III
Inizialmente la regione forense III si estendeva sul territorio delle pievi di:
- Appiano Gentile
- Arcisate
- Busto Arsizio
- Castelseprio in Carnago
- Dairago
- Nerviano
- Tradate
- Varese

In seguito comprese i vicariati foranei di:
- Appiano Gentile
- Gerenzano (in luogo)
- Arcisate
- Busto Arsizio
- Carnago
- Castiglione Olona (in luogo)
- Tradate
- Dairago
- Busto Garolfo
- Castano Primo
- Cuggiono
- Nerviano
- Saronno
- Varese
- Azzate
- Malnate.[3]

### Regione forense IV
Inizialmente la regione forense IV si estendeva sul territorio delle pievi di:
- Agliate
- Bollate
- Cantù
- Desio
- Mariano Comense
- Monza
- Seveso.

In seguito comprese i vicariati foranei di:
- Agliate
- Besana
- Carate Brianza
- Bollate
- Bresso
- Cantù
- Cucciago (in luogo)
- Desio
- Seregno
- Lissone
- Mariano Comense
- Monza
- Sesto San Giovanni
- Seveso.[4]

### Regione forense V
Inizialmente la regione forense V si estendeva sul territorio delle pievi di:
- Asso
- Bellano
- Brivio
- Dervio
- Erba
- Lecco
- Missaglia
- Oggiono
- Olginate
- Perledo
- Primaluna.

In seguito comprese i vicariati foranei di:
- Asso
- Bellano
- Brivio
- Merate
- Dervio
- Erba
- Alzate Brianza
- Canzo
- Costa Masnaga
- Lurago d'Erba
- Lecco
- Missaglia
- Casatenovo
- Oggiono
- Olginate
- Perledo
- Varenna (in luogo)
- Primaluna.[5]

### Regione forense VI
Inizialmente la regione forense VI si estendeva sul territorio delle pievi di:
- Gorgonzola
- Melzo
- Linate al Lambro
- Pieve Emanuele
- San Donato Milanese
- San Giuliano Milanese
- Segrate
- Settala
- Treviglio
- Trezzo sull'Adda
- Vimercate.

In seguito comprese i vicariati foranei di:
- Gorgonzola
- Inzago
- Cernusco sul Naviglio
- Melzo
- Linate al Lambro
- Pieve Emanuele
- San Donato Milanese
- San Giuliano Milanese
- Zibido al Lambro
- Melegnano
- Segrate
- Settala
- Treviglio
- Trezzo sull'Adda
- Vimercate
- Carugate (in luogo).[6]